# Осинское городское поселение
Оси́нское городско́е поселе́ние — упраздненное муниципальное образование в Осинском районе Пермского края Российской Федерации.
Административный центр — город Оса.

## История
Статус и границы городского поселения установлены Законом Пермской области от 10 ноября 2004 года № 1717-348 «Об утверждении границ и о наделении статусом муниципальных образований Осинского района Пермской области»

## Население
| 2010    | 2012    | 2013    | 2014    | 2015    | 2016    | 2017    |
| ------- | ------- | ------- | ------- | ------- | ------- | ------- |
| 21 889  | ↘21 756 | ↘21 655 | ↗21 658 | ↗21 863 | ↘21 812 | ↘21 732 |
| 2018    | 2019    |         |         |         |         |         |
| ↘21 713 | ↘21 548 |         |         |         |         |         |

Гендерный состав
По результатам переписи 2010 года 10 240 мужчин и 11 649 женщин из 21 889 человек.

## Состав городского поселения
| № | Населённый пункт | Тип населённого пункта        | Население |
| - | ---------------- | ----------------------------- | --------- |
| 1 | Мазунина         | деревня                       | 86        |
| 2 | Оса              | город, административный центр | ↘19 369   |
| 3 | Светлый          | посёлок                       | 342       |
| 4 | Сергеева         | деревня                       | 58        |
| 5 | Симаково         | деревня                       | 107       |
| 6 | Тишкова          | деревня                       | 108       |

## Местное самоуправление
Глава городского поселения - глава администрации Осинского городского поселения.
- Богомягков Виктор Александрович